# Parafia Miłosierdzia Bożego w Mordarce
Parafia Miłosierdzia Bożego w Mordarce – parafia rzymskokatolicka, znajdująca się w diecezji tarnowskiej w dekanacie Limanowa.